# Дурна діва
Дурна діва (англ. The Foolish Virgin) — американська драма режисера Альбера Капеллані 1916 року.

## У ролях
- Клара Кімболл Янг — Мері Адамс
- Конуей Тірл — Джим Ентоні
- Поль Капеллані — доктор Малфорд
- Катрін Проктор — Ненсі Ентоні
- Джеймс Шерідан — Джим
- Вільям Велш — батько Джин
- Марі Лайнс — Джейн
- Аньєс Мейп — Елла Свенсон